# Armando Fagarazzi
Armando Fagarazzi, (nacido el 16 de junio de 1922 en Venecia, Italia y fallecido el 4 de octubre de 1993 en Lido de Venecia) fue un jugador de baloncesto italiano. Fue medalla de plata con Italia en el Eurobasket de Suiza 1946.

## Trayectoria
- Reyer Venezia (1941-1942)
- Pallacanestro Varese (1948-1949)

## Palmarés
- LEGA: 1

Reyer Venezia : 1941-1942
- Datos: Q3622920
- Multimedia: Armando Fagarazzi / Q3622920